# Valandarān
Valandarān (persiska: ولندران, وَليَندُرَن) är en ort i Iran.   Den ligger i provinsen Östazarbaijan, i den nordvästra delen av landet, 500 km nordväst om huvudstaden Teheran. Valandarān ligger 1 945 meter över havet och antalet invånare är 170.
Terrängen runt Valandarān är kuperad åt sydost, men åt nordväst är den bergig. Runt Valandarān är det ganska glesbefolkat, med 34 invånare per kvadratkilometer. Närmaste större samhälle är Kaleybar, 8,5 km norr om Valandarān. Trakten runt Valandarān består i huvudsak av gräsmarker.